# Očev dan
Očev dan jest dan u čast oca i slavi očinstvo i utjecaj očeva u društvu. Slavi se najčešće treće nedjelje u lipnju u 52 zemlje svijeta. Nadopunjuje Majčin dan. U različitim zemljama svijeta obilježava se drugog nadnevka. 
U mjesecu ožujku, koji je na poseban način posvećen sv. Josipu, negdje oko Josipova blagdana toga svetca slavi se i Očev dan. U Hrvatskoj, Italiji i Lihtenštajnu slavi se 19. ožujka.

## Druge zemlje
- Australija – prva nedjelja u rujnu
- Belgija – 19. ožujka (Dan svetog Josipa) i druga nedjelja u lipnju
- Brazil – druga nedjelja u kolovozu
- Bugarska – 20. lipnja
- Danska – druga nedjelja u studenom
- Finska – druga nedjelja u studenom
- Litva – prva nedjelja u lipnju
- Novi Zeland – prva nedjelja u rujnu
- Njemačka – 40 dana nakon Uskrsa
- Norveška – druga nedjelja u studenom
- Portugal – 19. ožujka (Dan svetog Josipa)
- Španjolska – 19. ožujka (Dan svetog Josipa)
- Švedska – druga nedjelja u studenom
- Tajvan – 8. kolovoza

Izvor: Večernji list